# Ledo
Pour les articles homonymes, voir Ledo (homonymie).
Ledo est une entreprise croate. L'entreprise, fondée en 1976 et basée à Zagreb, est une entreprise d'agroalimentaire spécialisée dans les glaces et surgelés.